# Gilbert Heathcote-Drummond-Willoughby, 2. Earl of Ancaster

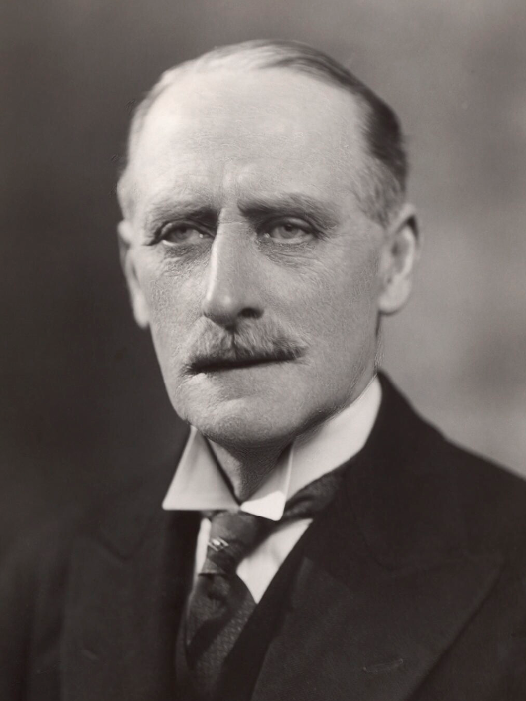
Gilbert Heathcote-Drummond-Willoughby, 2. Earl of Ancaster (1937)

Gilbert Heathcote-Drummond-Willoughby, 2. Earl of Ancaster, GCVO, DL, JP, TD (* 20. Juli 1867 in 23 Wilton Crescent, London; † 19. Dezember 1951) war ein britischer Politiker der Conservative Party. Er war von 1894 und 1910 Mitglied des Unterhauses (House of Commons) und von 1910 bis 1951 Mitglied des Oberhauses (House of Lords). Er war zudem von 1910 bis 1951 Mitinhaber des Amtes des Kammerherrn Lord Great Chamberlain, einem der neun Staatsämter (Great Officers of State). Er war von 1921 bis zu seinem Tod 1951 Lord Lieutenant von Rutland sowie zugleich zwischen 1921 und 1924 Parlamentarischer Sekretär im Ministerium für Landwirtschaft und Fischerei (Parliamentary Secretary to the Ministry of Agriculture and Fisheries).

## Leben

### Familiäre Herkunft, Studien und Unterhausabgeordneter
Gilbert Heathcote-Drummond-Willoughby war das dritte von zehn Kindern und der älteste Sohn des Politikers Gilbert Heathcote-Drummond-Willoughby (1830–1910), der zwischen 1852 und 1867 ebenfalls Abgeordneter des Unterhauses war und 1867 den Titel als 25. Baron Willoughby de Eresby erbte, wodurch er Mitglied des Oberhauses wurde, sowie 1892 zum 1. Earl of Ancaster erhoben wurde, und dessen Ehefrau Lady Evelyn Elizabeth Gordon (1846–1921), Tochter des Unterhausabgeordneten und Oberhausmitglieds Charles Gordon, 10. Marquess of Huntly (1792–1863). Zu seinen Geschwistern gehörten seine älteste Schwester Lady Evelyn Clementina Heathcote-Drummond-Willoughby (1864–1924), die die Ehefrau Sir Henry Peter Ewart, 1. Baronet (1838–1928) war, sowie sein jüngerer Bruder Brigadier-General Hon. Charles Strathavon Heathcote-Drummond-Willoughby (1870–1949). Sein jüngerer Bruder Hon. Claud Heathcote-Drummond-Willoughby (1872–1950) war Lieutenant-Colonel und ebenfalls Unterhausabgeordneter und mit Lady Florence Conyngham verheiratet, einer Tochter von General George Conyngham, 3. Marquess Conyngham (1825–1882). Seine jüngste Schwester Lady Mary Adelaide Heathcote-Drummond (1878–1960) war mit dem Offizier und Oberhausmitglied Arthur Ramsay, 14. Earl of Dalhousie (1878–1928) verheiratet, während sein jüngster Bruder Peter Robert Willoughby (1885–1914) als Lieutenant Commander der Royal Navy auf dem Panzerkreuzer HMS Monmouth im Ersten Weltkrieg beim Seegefecht bei Coronel am 1. November 1914 ums Leben kam.
Heathcote-Drummond-Willoughby begann nach dem Besuch des renommierten Eton College ein grundständiges Studium am Trinity College der Universität Cambridge, welches er 1889 mit einem Bachelor of Arts (B.A.) beendete. Nachdem sein Vater 1892 zum Earl of Ancaster erhoben wurde, führte er als dessen Heir apparent ab 1892 den Höflichkeitstitel Lord Willoughby de Eresby. Ein postgraduales Studium am Trinity College der University of Cambridge schloss er 1893 mit einem Master of Arts (M.A.) ab. Am 11. Januar 1894 wurde er für die Conservative Party erstmals als Abgeordneter für Horncastle in Lincolnshire ins britische Unterhaus (House of Commons) gewählt. Er wurde mehrfach wiedergewählt und hatte das Mandat bis zum 24. Dezember 1910 inne. Er war Lieutenant-Colonel des Freiwilligenregiments Lincolnshire Yeomanry und wurde für seine Verdienste mit der Territorial Decoration (TD) ausgezeichnet. Er fungierte zudem zeitweilig als Deputy Lieutenant (DL) von Perthshire sowie als Justice of the Peace (JP) für Lincolnshire.

### Oberhausmitglied
Beim Tod seines Vaters am 24. Dezember 1910 erbte Gilbert Heathcote-Drummond-Willoughby dessen Adelstitel als 2. Earl of Ancaster und war dadurch bis zu seinem Tod am 19. Dezember 1951 fast 41 Jahre lang Mitglied des Oberhauses (House of Lords). Zugleich erbte er die nachgeordneten Titel als 26. Baron Willoughby de Eresby, 3. Baron Aveland und 7. Baronet, of London. Er war zudem von 1910 bis 1951 Mitinhaber des Staatsamtes des Lord Great Chamberlain.
Als Nachfolger von John Brocklehurst, 1. Baron Ranksborough, übernahm Lord Ancaster, 1921 das Amt als Lord Lieutenant von Rutland und war dadurch bis zu seinem Tod 1951 Vertreter des Königs in dieser Grafschaft, woraufhin William Melville Codrington ihn ablöste. Am 7. April 1921 wurde er zudem in der Regierung Lloyd George Parlamentarischer Sekretär im Ministerium für Landwirtschaft und Fischerei (Parliamentary Secretary to the Ministry of Agriculture and Fisheries) und bekleidete diesen Juniorminister-Posten auch im Kabinett Bonar Law (23. Oktober 1922 bis 20. Mai 1923) und im Kabinett Baldwin I (22. Mai 1923 bis 23. Januar 1924). 1935 wurde er zudem Mitglied der Royal Commission on Historical Manuscripts, einer 1869 gegründeten königliche Kommission zur Untersuchung und Berichterstattung über Archivalien in Privatbesitz von allgemeinem historischem Interesse. Am 11. Mai 1937 wurde er als Knight Grand Cross des Royal Victorian Order (GCVO) ausgezeichnet.

## Ehe und Nachkommen
Am 6. Dezember 1905 heiratete Gilbert Heathcote-Drummond-Willoughby in der St Margaret’s Church in Westminister Eloise Lawrence Breese († 1953), Tochter des US-amerikanischen Börsenmaklers William Lawrence Breese. Aus dieser Ehe gingen zwei Töchter und zwei Söhne hervor. Nach der älteren Tochter Lady Catherine Mary Clementina Heathcote-Drummond-Willoughby (1906–1996) wurde der ältere Sohn Gilbert James Heathcote-Drummond-Willoughby (1907–1983) geboren, der bei seinem Tod am 19. September 1951 die Titel als 3. Earl of Ancaster erbte. Die jüngere Lady Priscilla Heathcote-Drummond-Willoughby (1909–2002) war mit dem Colonel Sir John Renton Aird, 3. Baronet, verheiratet, während der jüngere Sohn Hon. John Heathcote-Drummond-Willoughby (1914–1970) unverheiratet blieb.